# Letkés
Letkés (szlovákul: Letkýš) község Pest vármegyében, a Szobi járásban.

## Fekvése
Az Ipoly bal partján fekszik, a Börzsöny nyugati lábánál, a Letkési-patak völgyében. A község területe 24,55 km2 2003 óta (korábban 24,39 km2). Északról Ipolytölgyes, keletről Nagybörzsöny és Márianosztra, délkeletről Ipolydamásd, délnyugatról Leléd és (igen rövid szakaszon) Helemba, nyugatról pedig Ipolyszalka községek határolják. Északi határát a Nyerges-patak, nyugati határát (mely egyben államhatár is Szlovákia felé) az Ipoly alkotja. Keleten területe a Sákola-tetőig (489 m), a Széles-hegyig (499 m) és a Nagy-Galláig (479 m) terjed. Az Ipoly menti 106-115 méter tengerszint feletti magasságú földeket kelet felől löszös szántóföldek, majd agyagos domboldalak és erdőségek szegélyezik.
A község területének csaknem fele a Duna–Ipoly Nemzeti Park része. Letkést a kék kereszttel jelzett turistajelzés Nagyirtáspusztával, a Liliompusztáról induló zöld jelzés pedig (a Nagy-Gallán keresztül) Márianosztrával köti össze.
A 2001-es népszámláláskor a központi belterület mellett két lakott külterület volt a község területén: Lelédhíd és Csergemalom. Lakatlan külterületei Gallapuszta, Liliompuszta és Széppatakpuszta.
Letkésen keresztülhalad az Ipoly völgyében haladó, Szobot (10 km) Parassapusztával összekötő 1201-es út. A szomszédos Szalkával híd köti össze az Ipoly felett. A határátkelőhelyet 1994. augusztus 27-én nyitották meg (bár időszakos átkelésre már 1990 óta lehetőség nyílt), az EU-csatlakozásig azonban csak a két ország állampolgárai használhatták. 2007. december 21-én a schengeni egyezmény értelmében megszűnt a határellenőrzés az átkelőnél. A határátkelőhöz a község központjából a 12 111-es út vezet.
A mai Széppatakpuszta közelében található Dávidrév dűlőnév egy 14. században létesült, majd később elpusztult falu nevét őrzi.

## Története

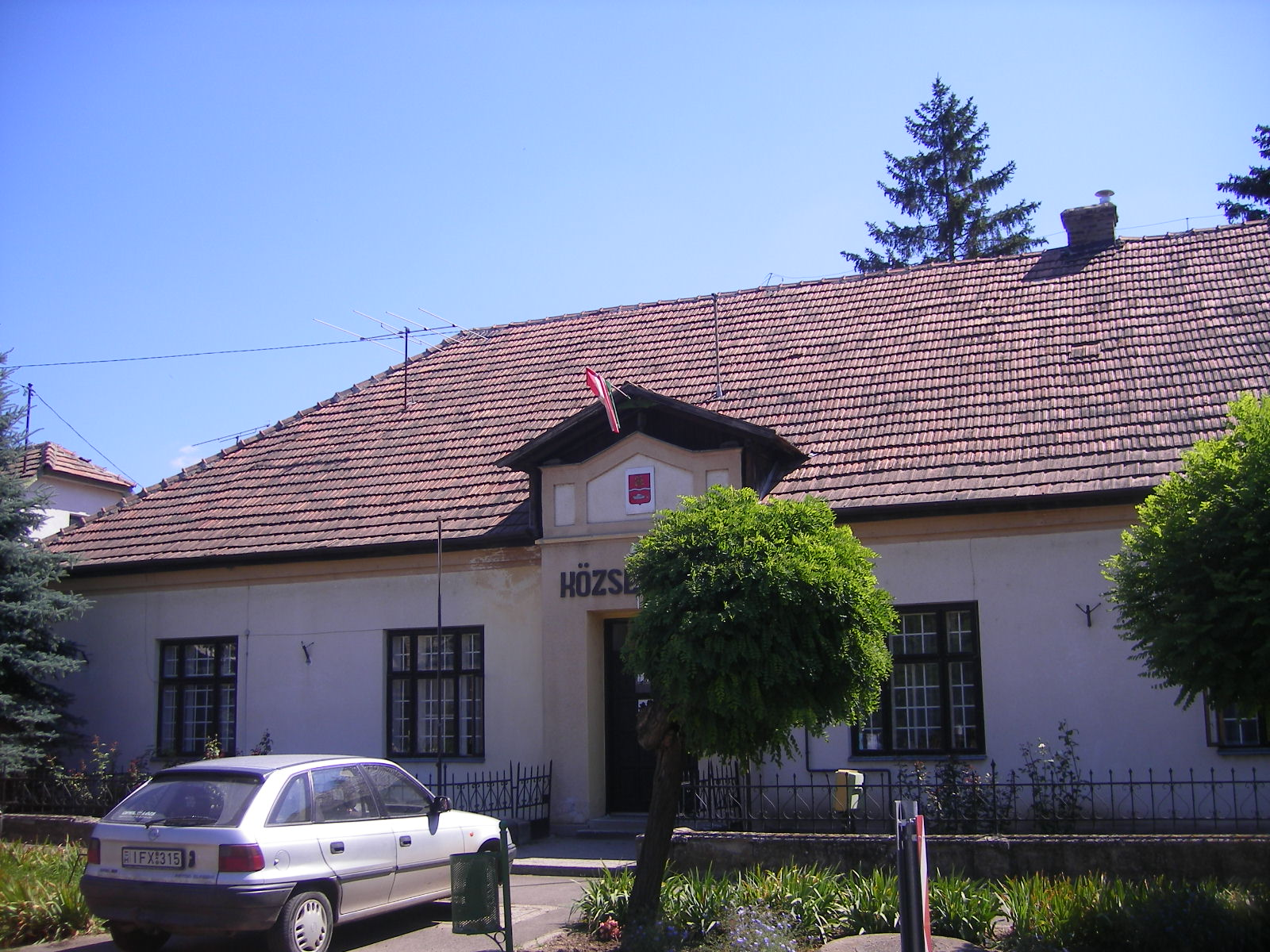
Letkés - községháza

A falu közepén Árpád-kori temetőt tártak fel. A község területén találtak újkőkori (a Pógyik dűlőben) emlékeket és bronzkori urnatemetőt is (a Fő utca végénél), valamint avar kori és kvád leleteket (a téglaégetőnél). Első írásos említése 1261-ből származik Lethkes alakban. Lakosai ekkor főleg hajósok és szekérfuvarosok voltak.
1355-ben Nagy Lajos király a letkési csónakosoknak vámmentes hajózást biztosított a Dunán Pozsonytól Szalánkeménig (ezt a kiváltságot 1416-ban Zsigmond király megerősítette és egészen 1475-ig gyakorolták a letkésiek. 1396-ban az Ipolyon működő malmot említenek a feljegyzések. 1543 után Esztergom elfoglalásával Letkés is török uralom alá került, és a szomszédos Damásdon felépült cölöpvár miatt gyakori harcok színtere lett. 1576-ban még 20 házat és 2 malmot említenek a török adószedők, 1599-ben viszont elpusztították a települést. 1713-ban pestisjárvány sújtotta a lakosságot, két évvel később mintegy 120-140 lakosa volt az esztergomi káptalanhoz tartozó községnek. A 18. században az Ipoly gázlóinál (az egyik Szalka, a másik Leléd irányában volt) vámházak épültek. Az 1848-49-es forradalomban és szabadságharcban 6 letkési önkéntes vett részt.
1896-ban a falunak 1028 lakosa volt (973 római katolikus, 6 evangélikus, 25 református és 24 zsidó). Postahivatal és posta-takarékpénztár üzemelt. A legnagyobb földesúr az esztergomi főkáptalan volt (2130 katasztrális hold), mellette Kleinhauf György (318 hold), Letkés község (150 hold), letkési gazdák (332 hold) rendelkeztek földterülettel. Letkés híres volt agyagpipa készítéséről.
Az első világháborúban 30 letkési lakos vesztette életét. 1920-ban a trianoni békeszerződéssel Letkés elvesztette természetes piacait, és határfaluvá vált. Az 1920-as években a filoxérajárvány kipusztította a falu szőlőültetvényeit. 1935-ben a falunak 1056 lakosa és 2 tanerős iskolája volt, megalakult a Levente és a Polgári Lövész Egylet, a Tűzoltóság és a Hangya Szövetkezet. A mezőgazdaságból élők mellett már néhány kereskedő és iparos is élt a településen. 1931-től Mammusich János bérbe vett birtokán Ivanov Tódor bolgárkertész gazdálkodott 50 katasztrális holdon.
1942-1943 során Letkés határában, a falutól délre elkezdték építeni a Trianon-csatornát az Ipoly szabályozására irányuló terv részeként. A csatornát soha nem fejezték be, de mintegy 1 km hosszú szakasza elkészült. 1944 decemberében Letkés súlyos harcok helyszíne lett, ezért a lakosságot kitelepítették a szomszédos községekbe. A visszavonuló németek december 20-án felrobbantották az Ipoly hídját, majd egy héten keresztül tartottak a harci cselekmények, melyek során a falu nagy része elpusztult. Ekkor pusztult el a szőlőhegyen álló Szent Orbán-kápolna, valamint a lelédhídi kápolna is. A második világháborúban 22-en vesztették életüket.
Letkés évszázadokon keresztül Hont vármegyéhez tartozott, az 1950-es megyerendezéskor csatolták Pest megyéhez.
1948-ban alakult meg a letkési Bástya termelőszövetkezet, 1954-ben pedig bevezették az elektromos világítást a községbe. 1959-ben épült meg az új négytantermes iskola. 1970-ben egyesült a letkési és az ipolytölgyesi termelőszövetkezet letkési székhellyel, majd a következő évben megalakult a két község közös tanácsa Letkésen.
Az Ipoly letkési szakaszán 2009 nyarán egy öt méter hosszú, egyetlen tölgyfából kifaragott bödönhajót találtak. Ez az első hajólelet, ami az Ipolyból került elő. A dendrokronológiai vizsgálat szerint a fát legkorábban 1698-ban vághatták ki. A roncsot kiemelték, és ideiglenesen egy bányatóba süllyesztették konzerválás céljából.

## Közélete

### Polgármesterei
- 1990–1994: Kovács István (független)[10]
- 1994–1998: Kovács István (független)[11]
- 1998–2002: Kovács István (független)[12]
- 2002–2006: Kovács István (független)[13]
- 2006–2010: Kovács István (független)[14]
- 2010–2014: Kovács István (független)[15]
- 2014–2019: Kovács István (független)[16]
- 2019–2024: Huszák Tamás (független)[17]
- 2024– : Simon Barnabás (független)[1]

A községi képviselő-testület a 2010-es választás óta a polgármesterből és hat képviselőből áll.

### A település jelképei
1998-ban fogadták el Letkés címerét és zászlaját. A címerpajzs felső részében a karózott szőlőtőke a község 19. századi körpecsétjéből került a címerbe. A középen húzódó ezüst vonal az Ipoly és a Duna folyót jelképezi, az alsó részben a dereglye pedig Letkés középkorba visszanyúló hajózási hagyományaira utal. A zászló színe fehér, amelynek vízszintes alsó és felső szélét arany csík díszíti, közepén a címerrel és a "Letkés" felirattal.

## Népesség
A település népességének változása:
| Lakosok száma | 1119 | 1116 | 1119 | 1082 | 1107 | 1060 | 1043 |
|               | 2013 | 2014 | 2018 | 2021 | 2022 | 2023 | 2024 |

2008-ban a község területén 450 lakásban 1165 lakos élt.
A 2001-es népszámláláskor a községnek 1200 lakosa volt, melynek 97,9%-a magyar, 0,8%-a cigány, 0,3%-a német nemzetiségűnek vallotta magát. A lakosság 88,5%-a római katolikus, 5%-a református, 1,4%-a evangélikus vallásúnak vallotta magát.
A 2011-es népszámlálás során a lakosok 95,3%-a magyarnak, 4,4% cigánynak, 0,7% németnek, 0,4% románnak, 0,5% szlováknak mondta magát (4,7% nem nyilatkozott; a kettős identitások miatt a végösszeg nagyobb lehet 100%-nál). A vallási megoszlás a következő volt: római katolikus 72,9%, református 6%, evangélikus 1,7%, felekezeten kívüli 3,5% (15,6% nem nyilatkozott).
2022-ben a lakosság 94,4%-a vallotta magát magyarnak, 2,3% cigánynak, 1,1% németnek, 0,5% szlováknak, 0,5% románnak, 0,1-0,1% szerbnek és lengyelnek, 2,3% egyéb, nem hazai nemzetiségűnek (5,5% nem nyilatkozott; a kettős identitások miatt a végösszeg nagyobb lehet 100%-nál). Vallásuk szerint 58,8% volt római katolikus, 5,3% református, 1,5% evangélikus, 0,3% görög katolikus, 0,1% ortodox, 0,5% egyéb keresztény, 0,9% egyéb katolikus, 4,8% felekezeten kívüli (27,4% nem válaszolt).

## Gazdaság

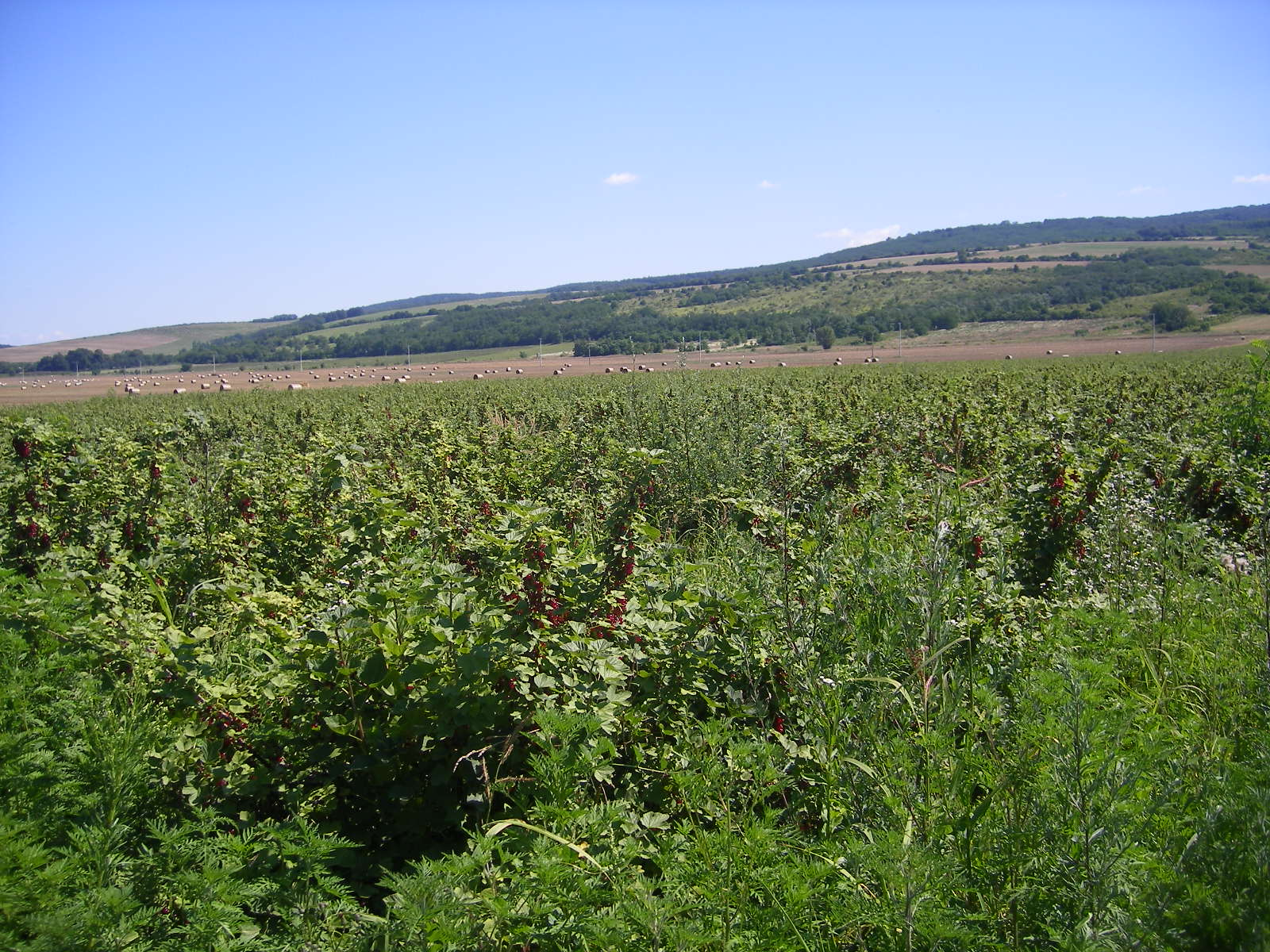
Ribizlitermesztés a falutól északra

A szántóterületeken és domboldalakon főleg bogyós és csonthéjas gyümölcstermesztéssel foglalkoznak, a szőlő is megterem, de olajos magvak termesztése is folyik a szövetkezet által bérelt területeken.

## Nevezetességei

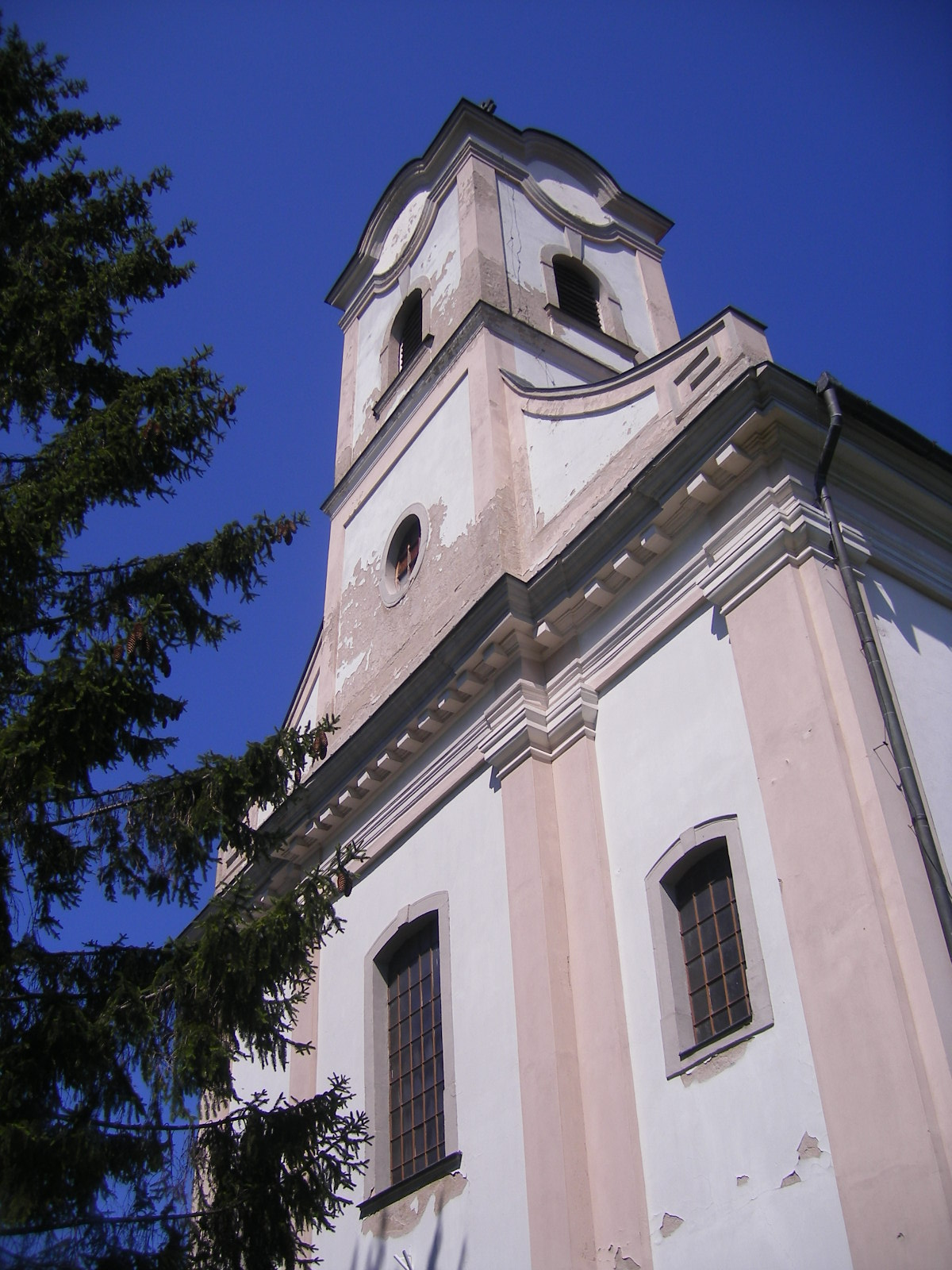
Katolikus templom

- Krisztus mennybemenetelének szentelt római katolikus temploma 1811-ben épült klasszicista stílusban. Szószéke empire stílusú. Egyhajós építmény, enyhén szűkített szentéllyel, hullámvonalú zárófallal, az ormos homlokzat elé épített, toronysisakos toronnyal.
- A Szeplőtelen Szűzanya szoboralakját (Immaculata) 1707-ben emelték barokk stílusban. Eredetileg az országút mellett állt, az 1970-es években helyezték át a templom kertjébe.
- Gallapusztán fennmaradt egy 19. századi kútház.[21]
- Letkés első temploma a 13. században épült román stílusban, 1811-ben bontották le. Alapjai ma is láthatóak a Rákóczi utca 24. számú ház kertjében.
- A széppatakpusztai kúria a 19. század második felében épült klasszicista stílusban.[22]
- A liliompusztai kúriát 1920-ban építtette Szántó Ernő, jelenleg vadászházként működik.
- Az első világháború áldozatainak kápolna alakú emlékművét 1924-ben adták át.
- A második világháború áldozatainak emlékművét 1990-ben állították fel a helyi temetőben. Mellette áll a szovjet katonák emlékműve.
- Szakrális kisemlékek:
  - Út menti kereszt - 1927-ben állíttatta Tóth András és felesége, Kolos Ágnes.
  - A temető homokkő keresztjét 1995-ben Budapestre szállították, a jelenlegi központi kereszt az 1930-as évekből való.
  - A temetőbeli haranglábat a 60-as évek végén állították.

## Érdekesség
A község keleti határában több helyen is gazdag ősmaradvány-összleteket tartalmazó, középső miocén (alsó badeni) tengeri üledékeket (lajtamészkő, homok, agyag) tártak fel a geológusok. A gerinctelen fosszíliák közül négy faj és egy alfaj viseli Letkés mint típuslelőhely nevét:
Cibicides letkesiensis (Franzenau, 1894) - foraminifera (egysejtű).
Clavatula letkesensis Csepreghy-Meznerics, 1953 - gastropoda (csiga). Érvénytelen taxon, a Perrona emmae (Hoernes et Auinger, 1891) szinonimája.
Cerithium zeuschneri letkesensis Strausz, 1959 - gastropoda.
Kalloconus letkesensis Harzhauser et Landau, 2016 - gastropoda. 
Tritia letkesensis Kovács et Vicián, 2023 - gastropoda. 

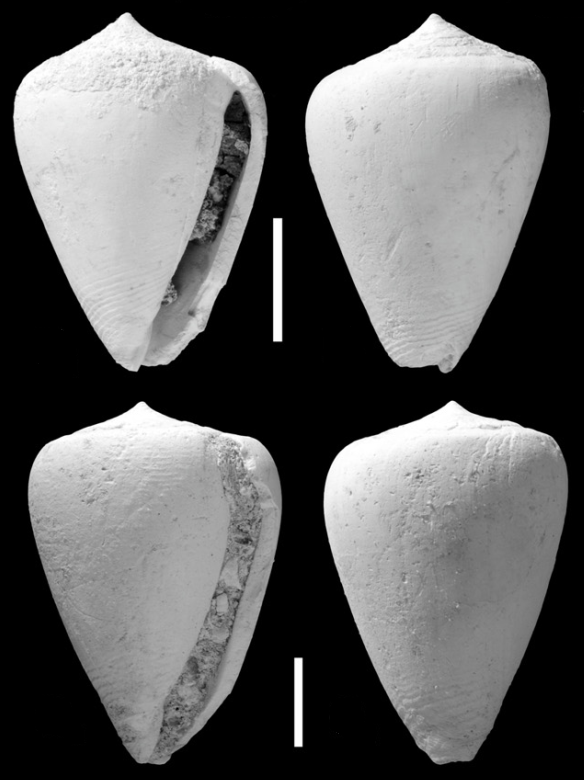
Kalloconus letkesensis Harzhauser et Landau, 2016. A felső példány a csigafaj holotípusa. Kor: kora badeni (középső miocén), lelőhely: Letkés, Magyarország. Méretvonal: 1 cm.

## Képtár

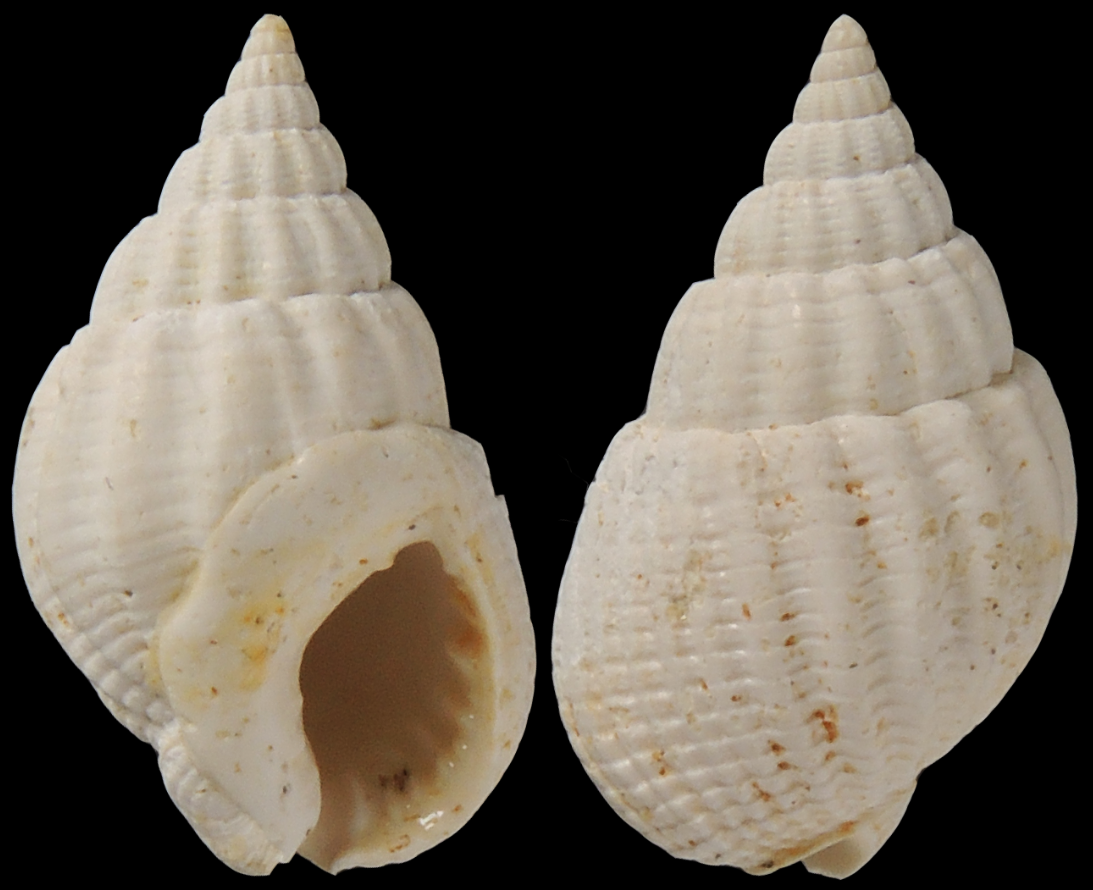
Tritia letkesensis Kovács et Vicián, 2023, paratípus. A faj a típuslelőhelyről (Letkés) kapta a nevét. Kor: kora badeni (középső miocén). A ház magassága: 15,6 mm.

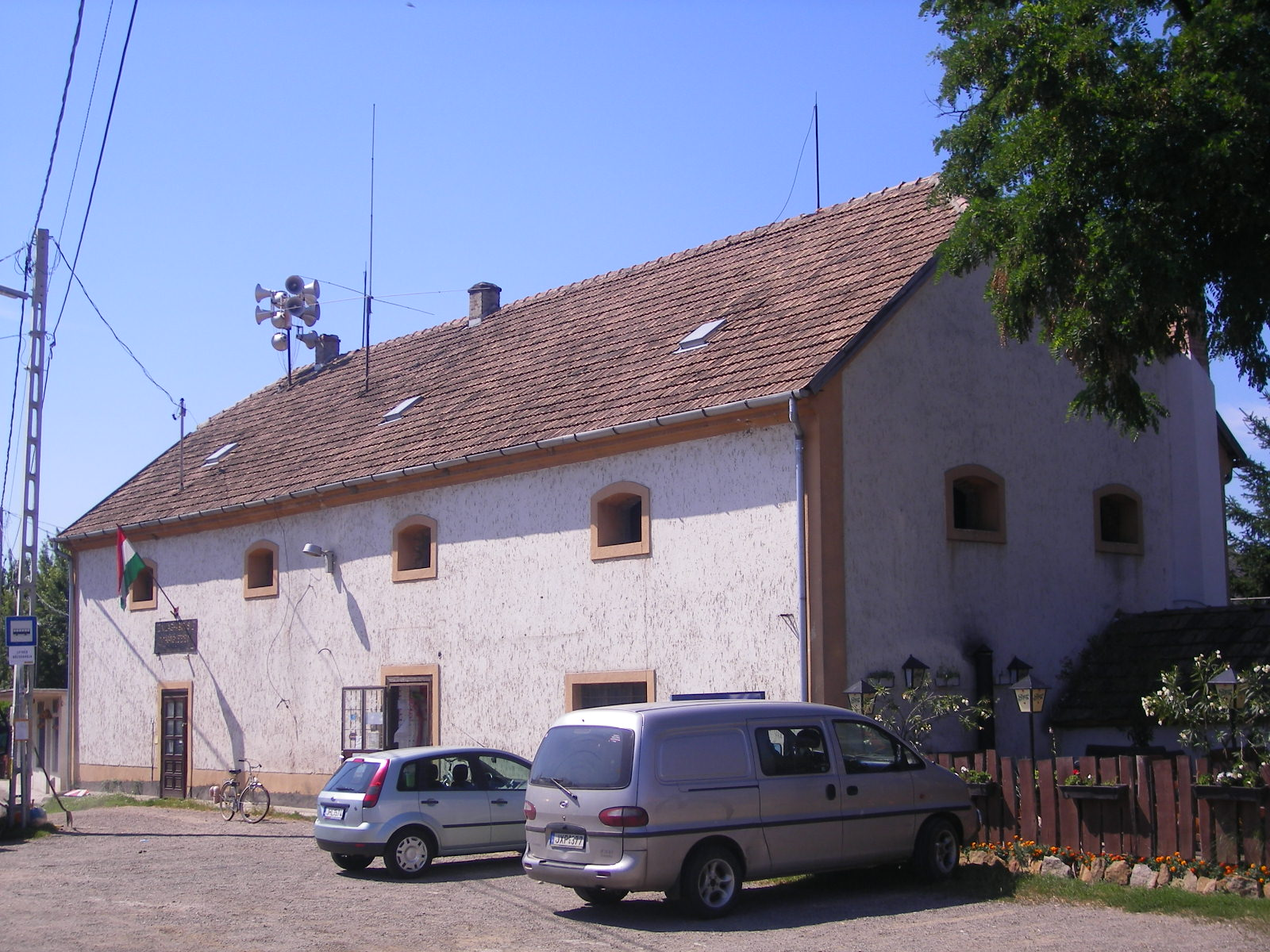
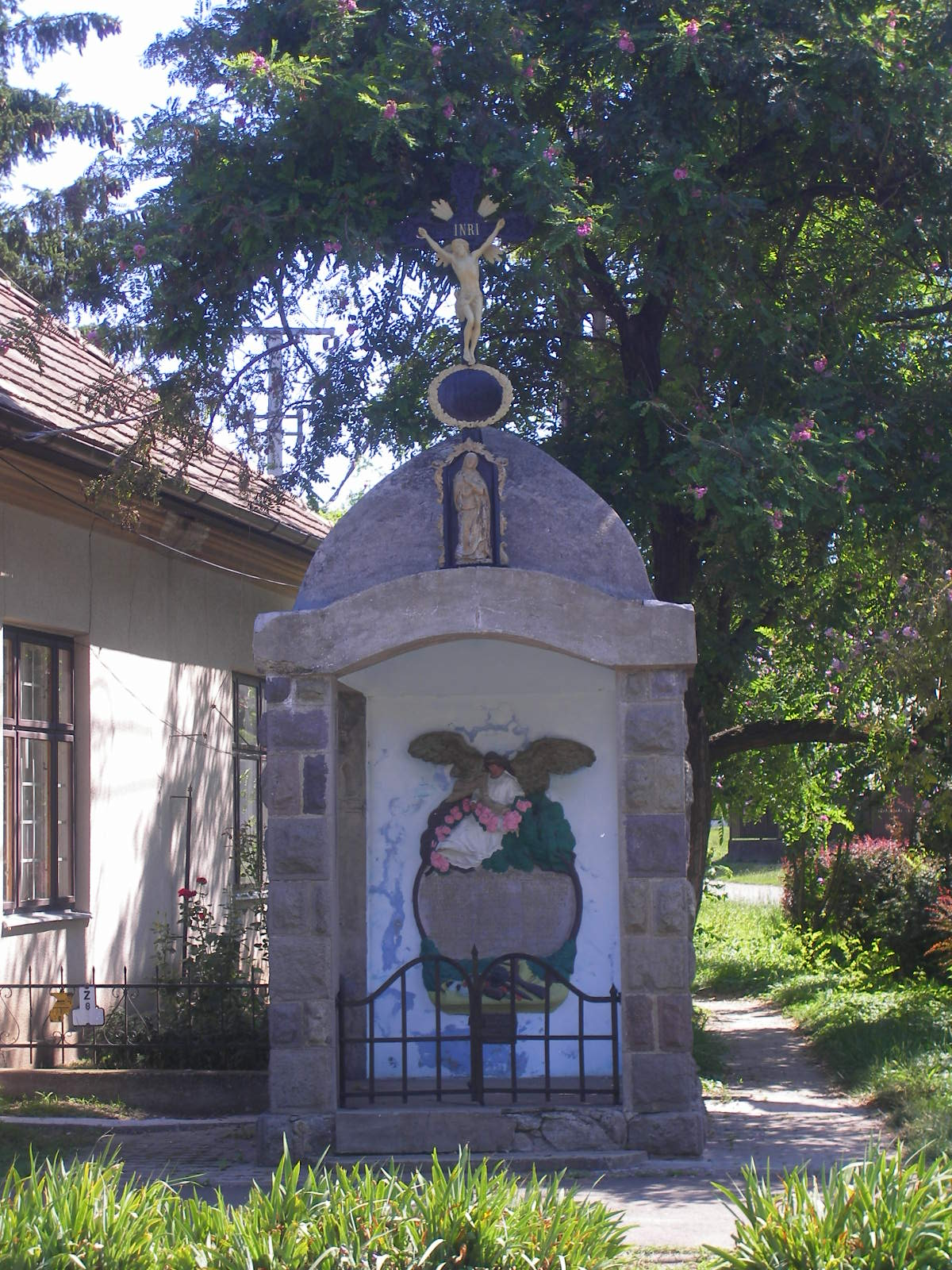
Az első világháború áldozatainak emlékműve
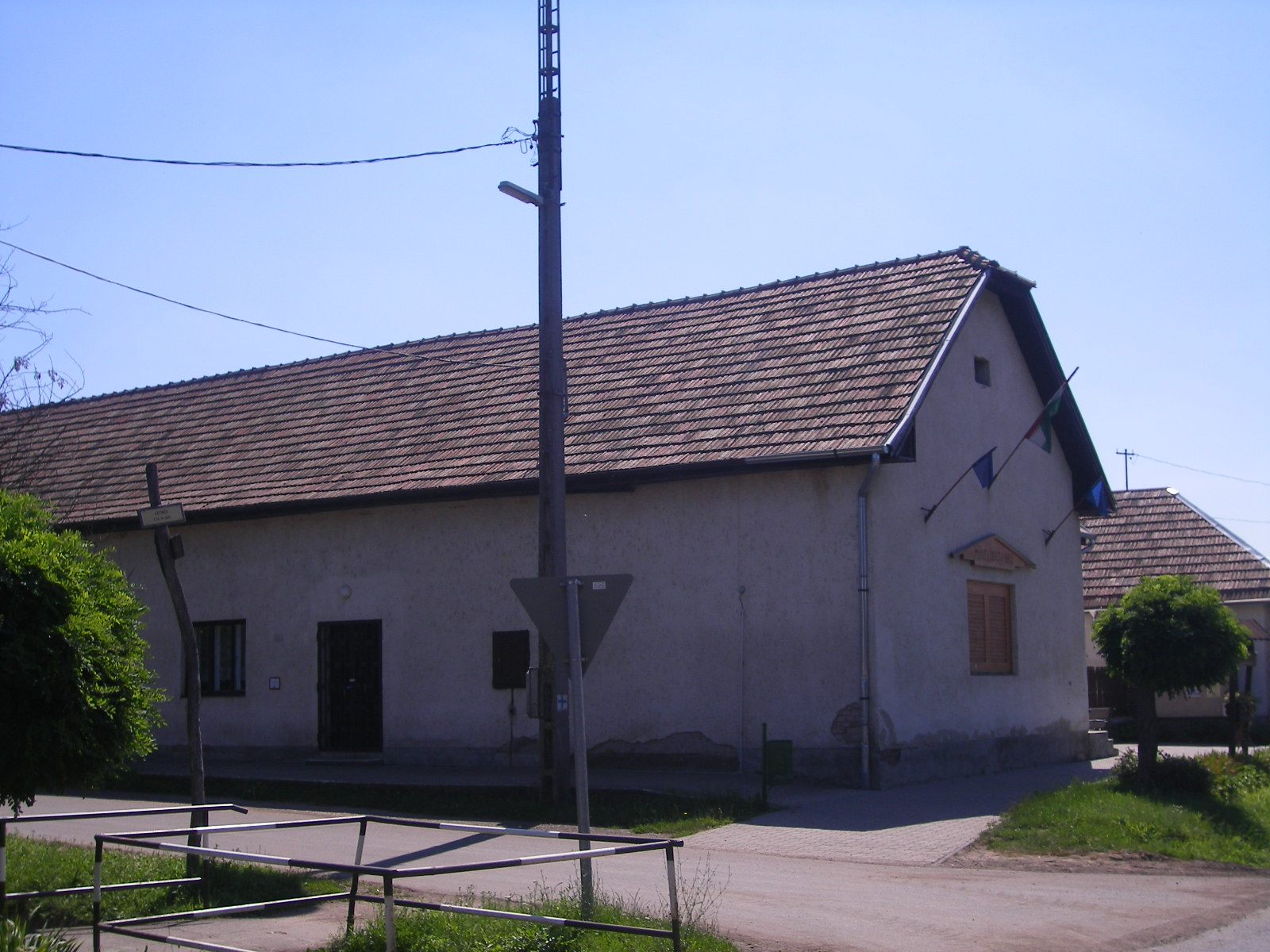
Művelődési központ
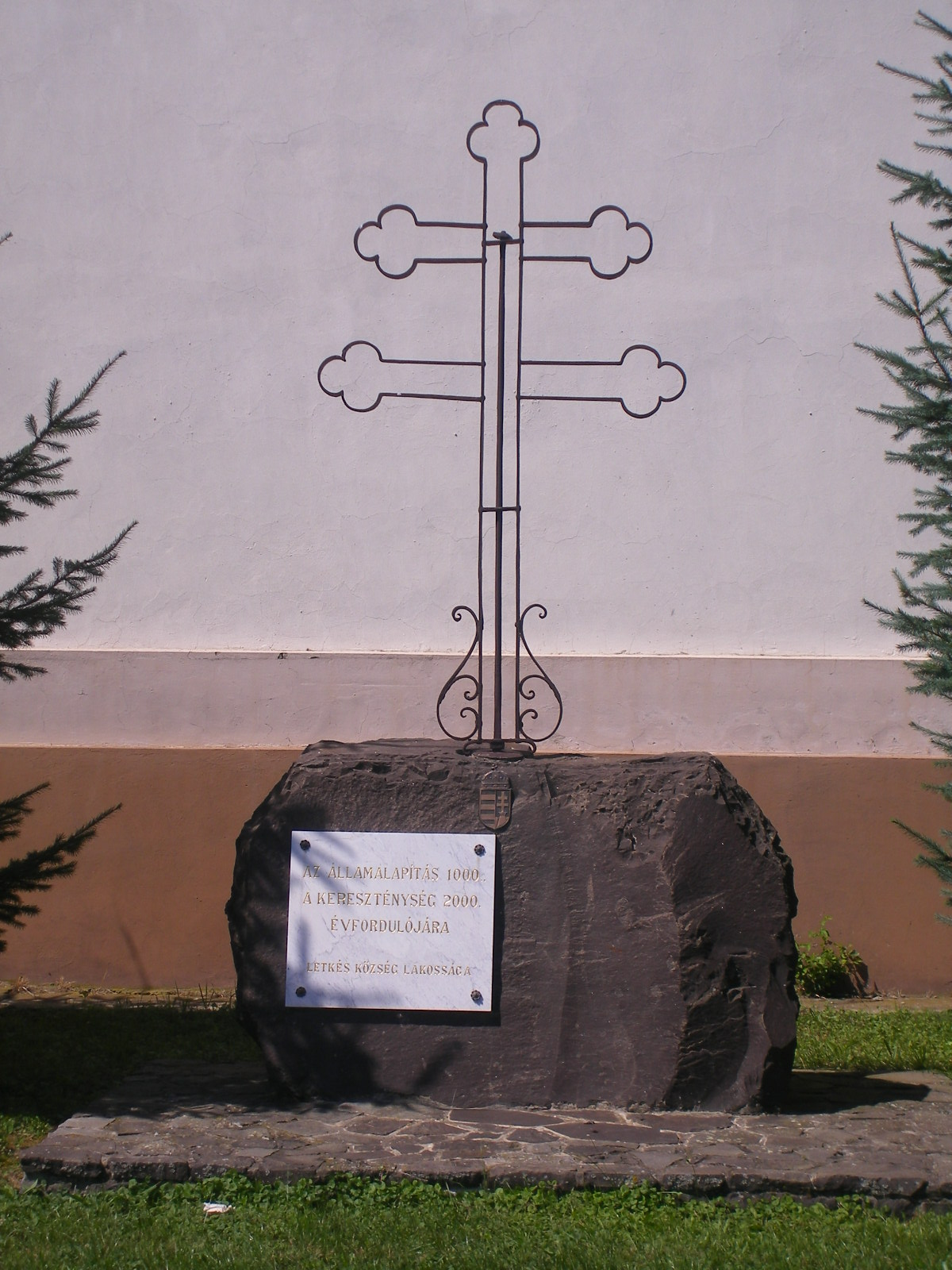
Millenniumi emlékmű
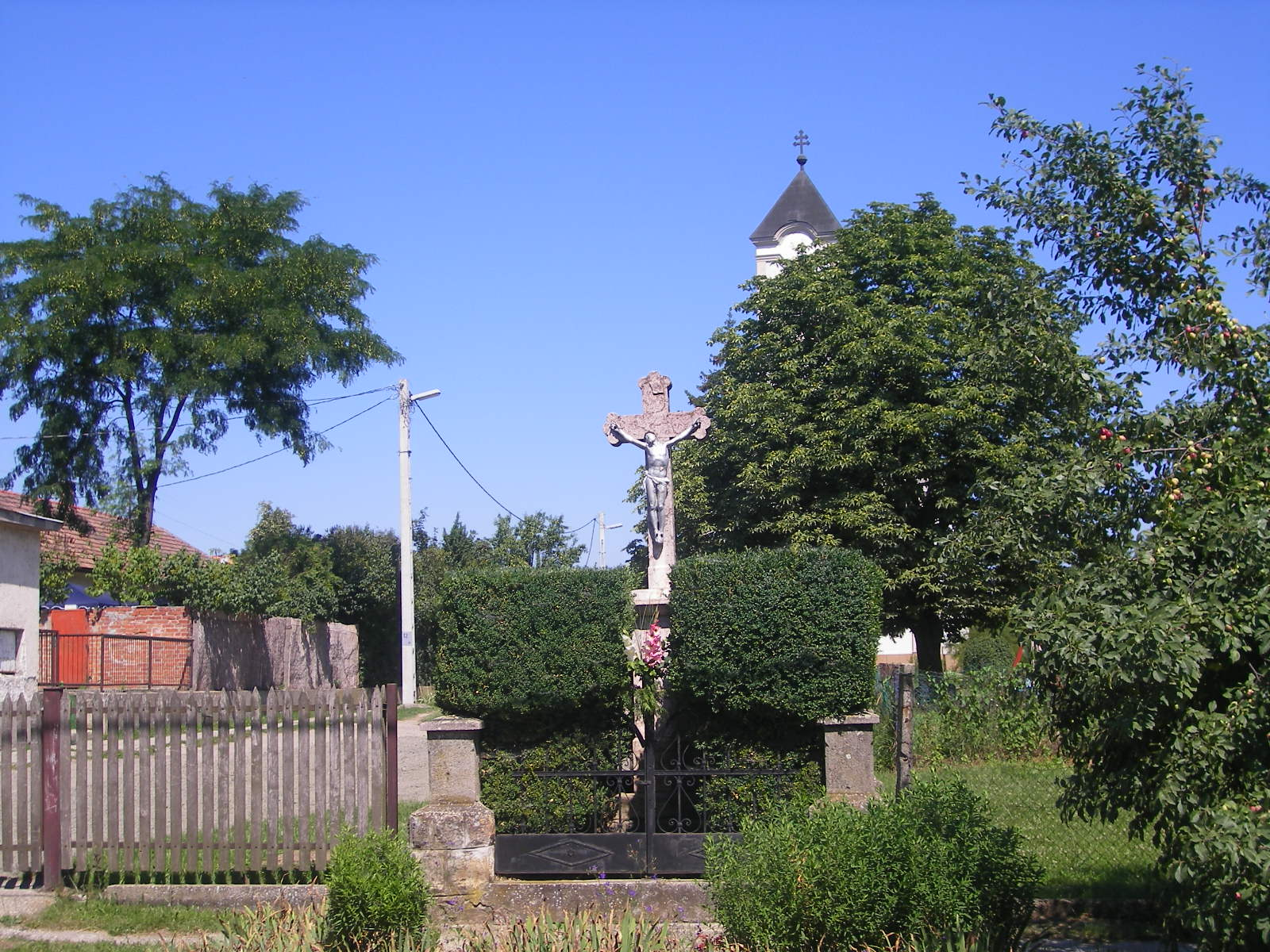
Feszület
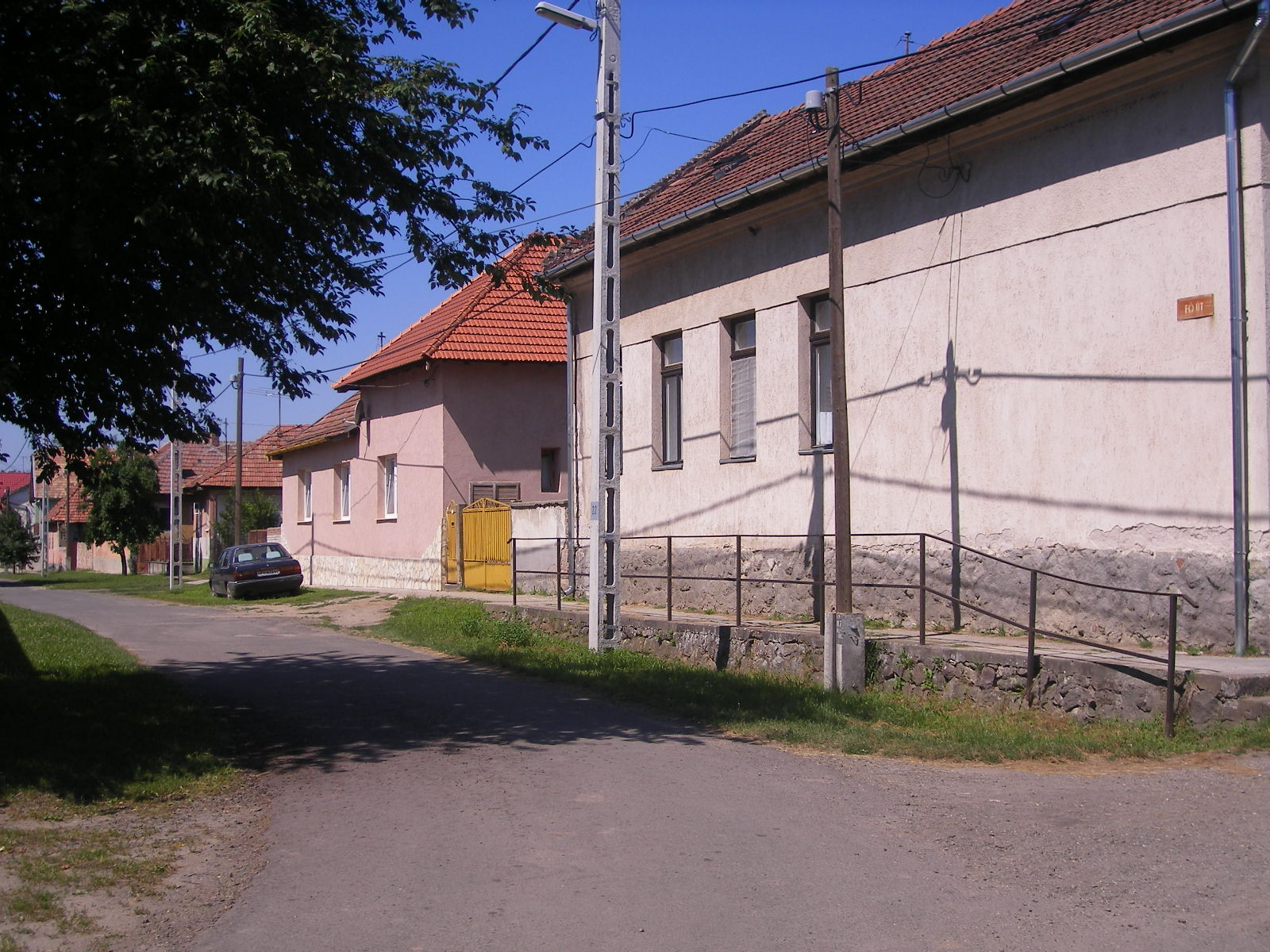
Letkési utcakép
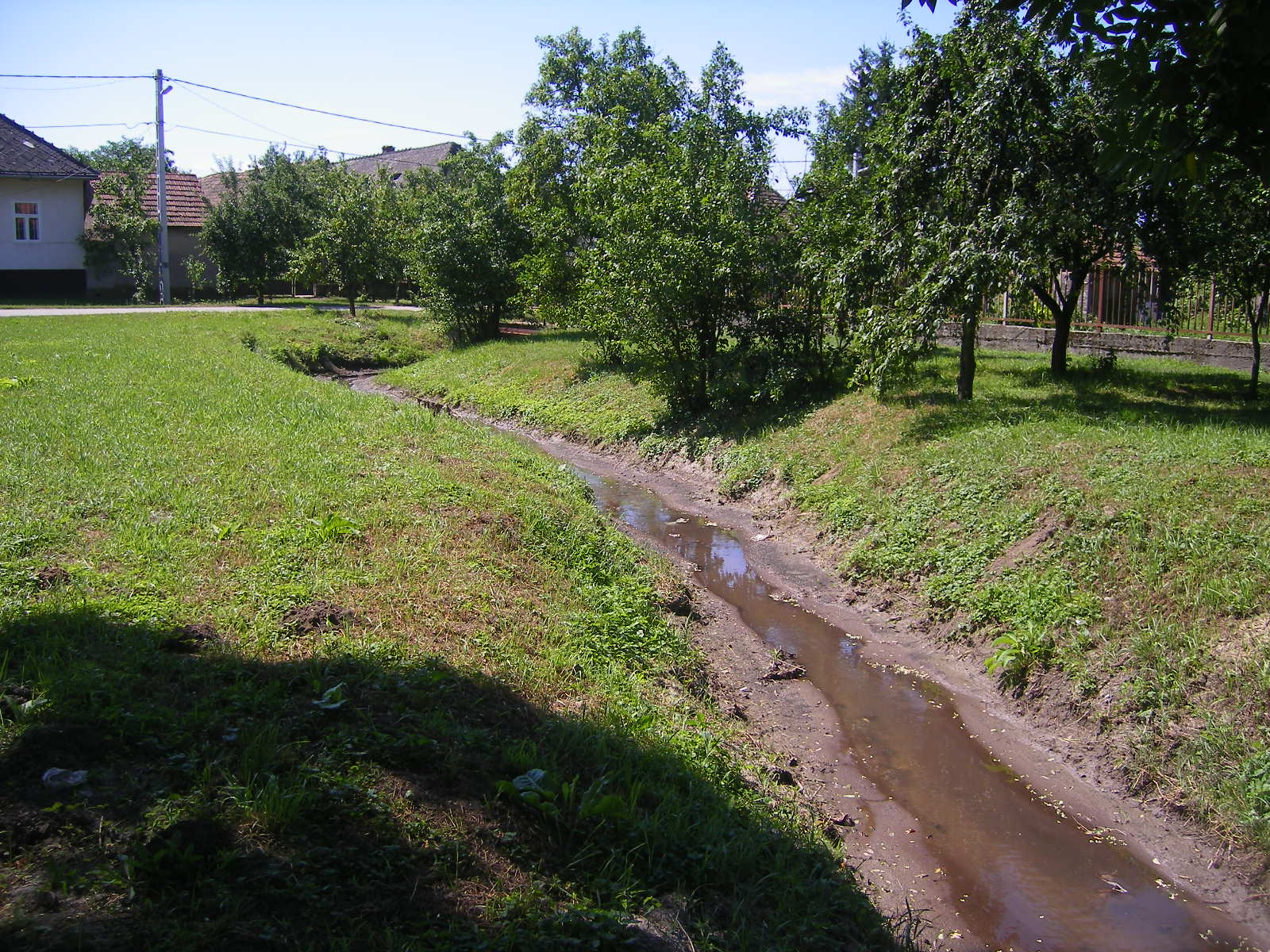
A Letkési-patak
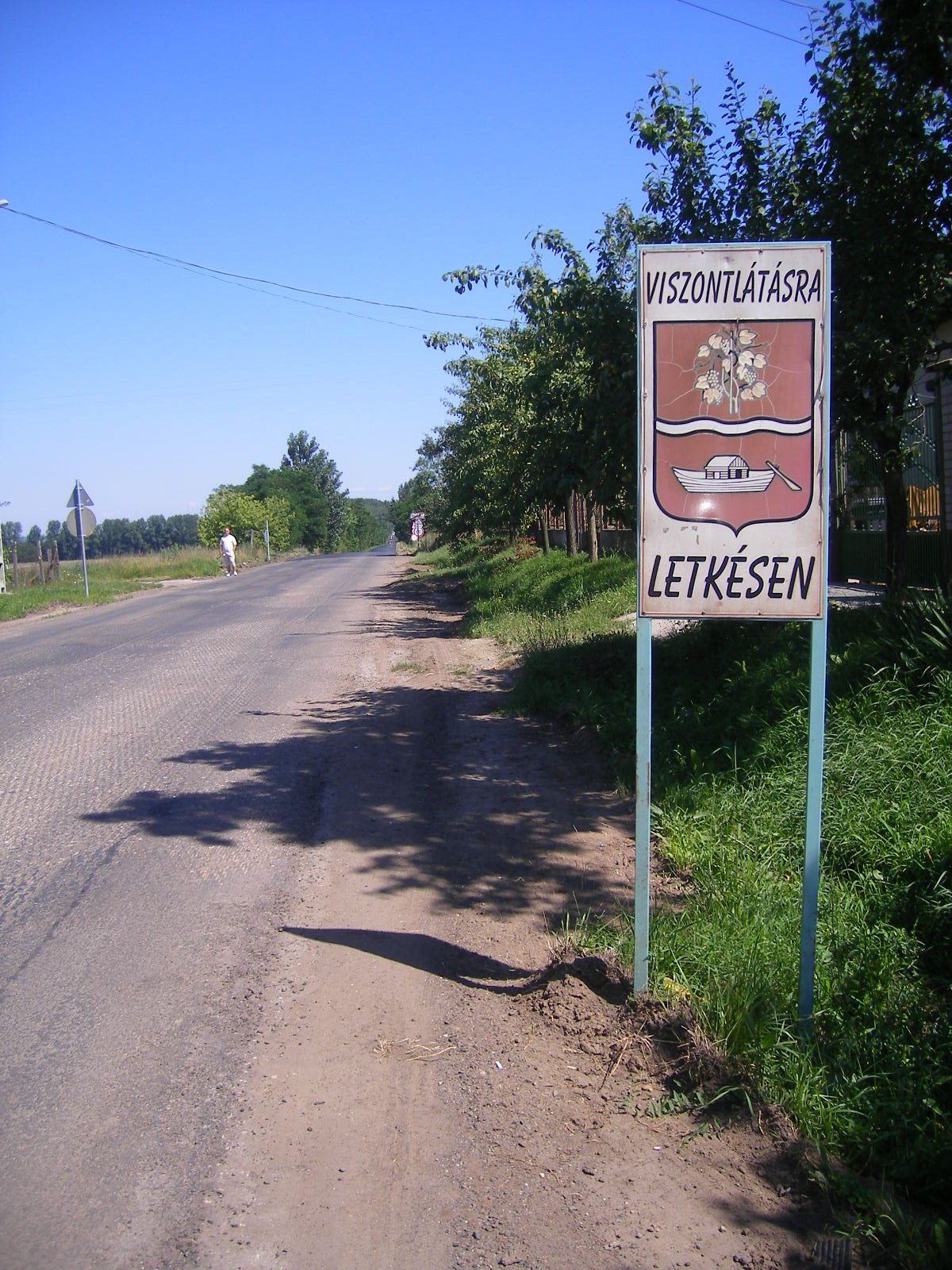
Címeres üdvözlőtábla
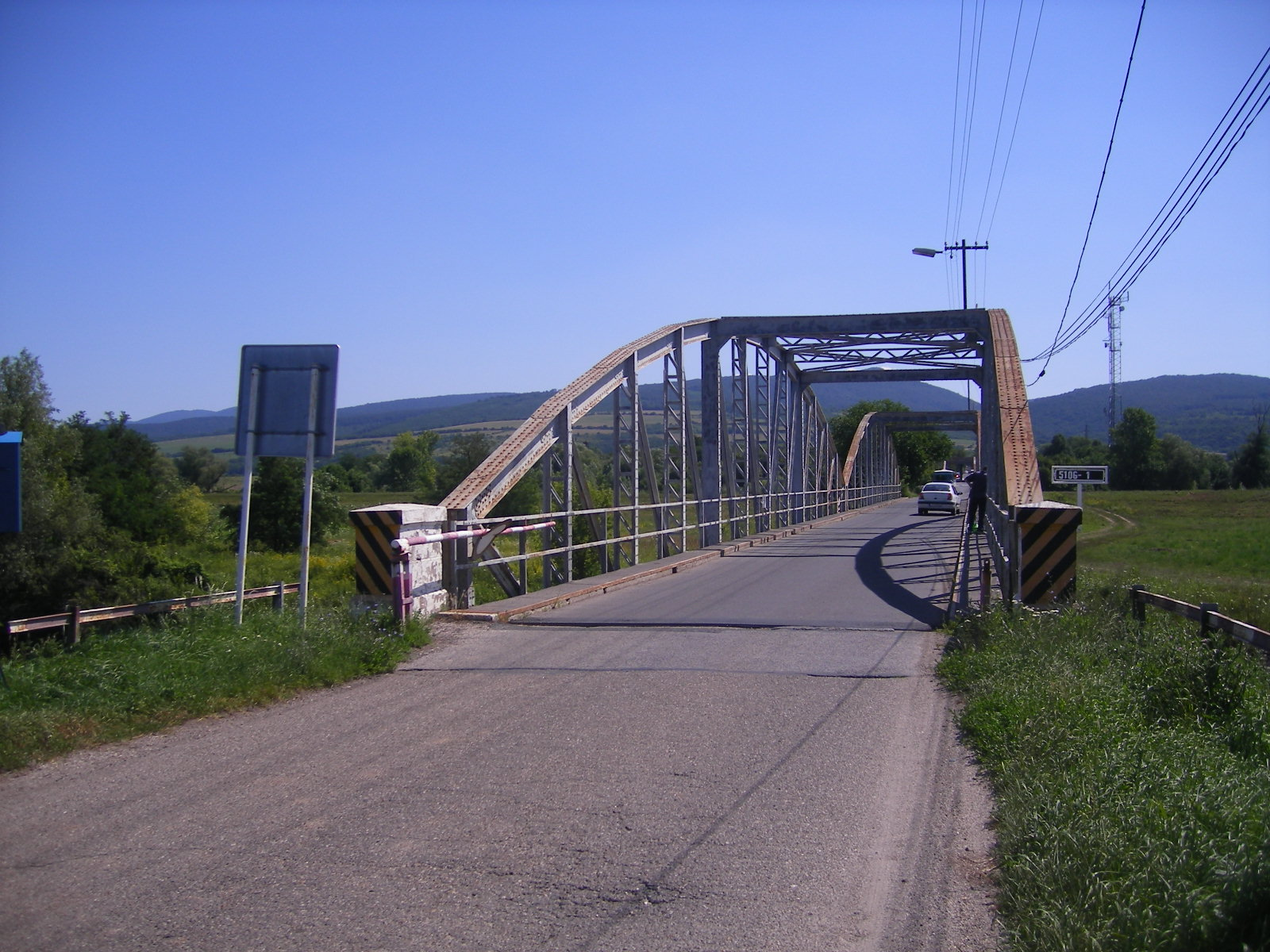
Híd az Ipolyon Letkés és Ipolyszalka között
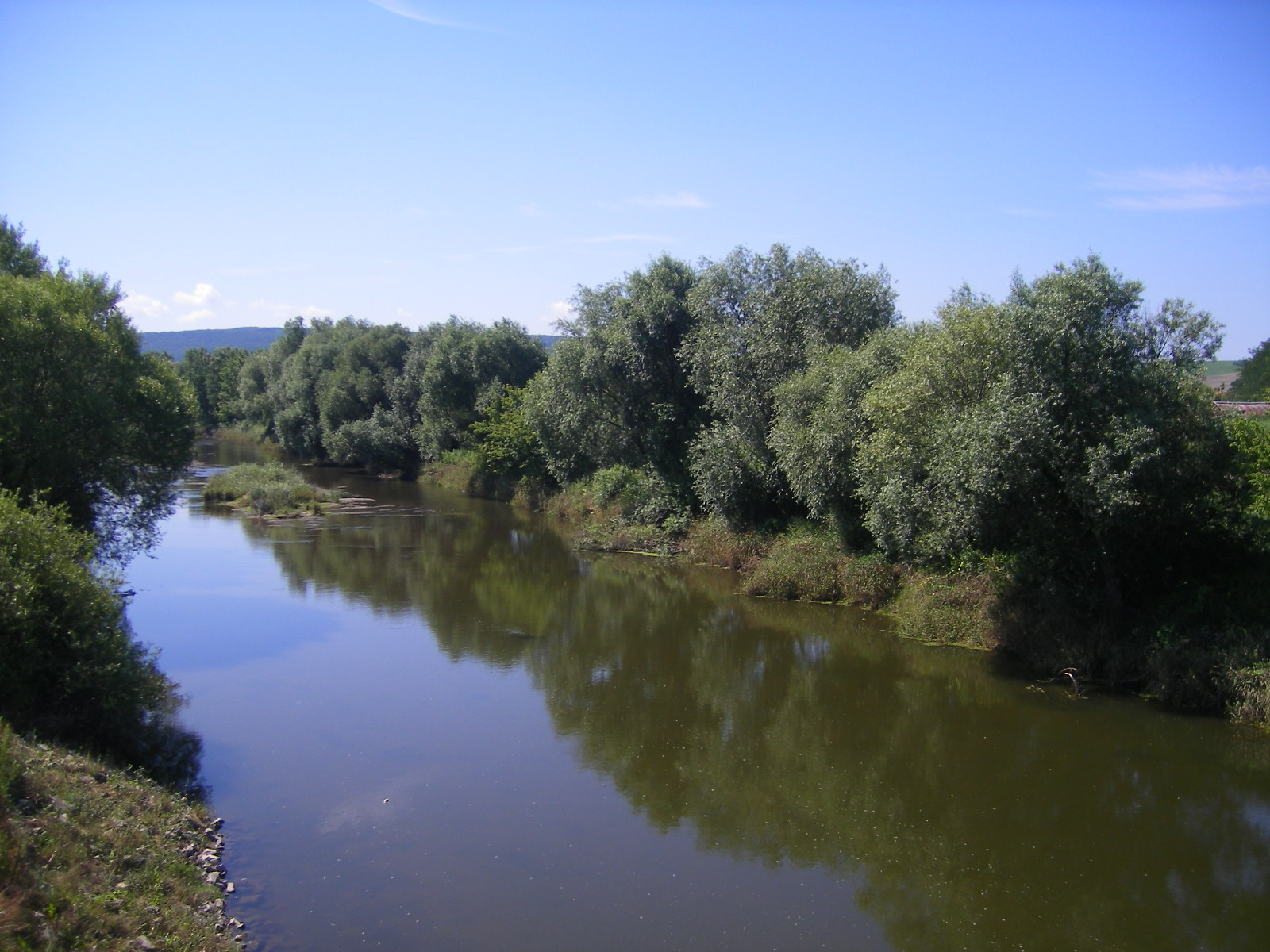
Az Ipoly Letkésnél
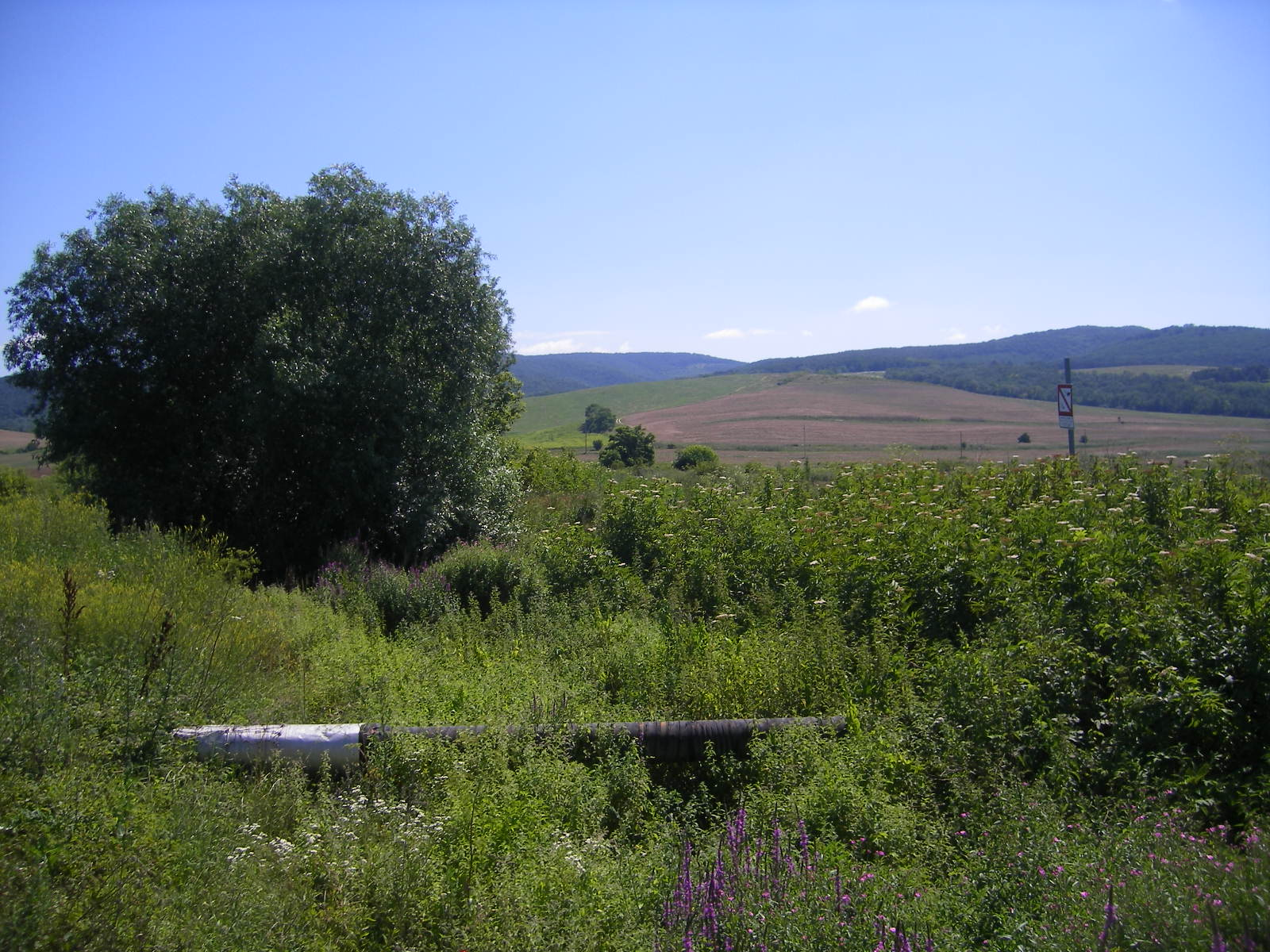
A Nyerges-patak Letkés és Ipolytölgyes határán